# Lista de representantes permanentes da China nas Nações Unidas
Esta é uma lista de representantes permanentes da China, ou outros chefes de missão, junto da Organização das Nações Unidas em Nova Iorque.
A China foi um dos Estados fundadores das Nações Unidas e é membro desde 24 de outubro de 1945.
| Entidade                   | Início | Término  | Representante permanente (Chefe de missão) | Cargo                    | Credenciais |
| -------------------------- | ------ | -------- | ------------------------------------------ | ------------------------ | ----------- |
| República da China         | 1946   | 1947     | Quo Tai-chi                                | Representante permanente |             |
| República da China         | 1947   | 1962     | Tsiang Tingfu                              | Representante permanente |             |
| República da China         | 1962   | 1971     | Liu Chieh                                  | Representante permanente |             |
| República Popular da China | 1971   | 1977     | Huang Hua                                  | Representante permanente |             |
| República Popular da China | 1977   | 1980     | Chen Chu                                   | Representante permanente |             |
| República Popular da China | 1980   | 1985     | Ling Qing                                  | Representante permanente |             |
| República Popular da China | 1985   | 1990     | Li Luye                                    | Representante permanente |             |
| República Popular da China | 1990   | 1993     | Li Daoyu                                   | Representante permanente |             |
| República Popular da China | 1993   | 1995     | Li Zhaoxing                                | Representante permanente |             |
| República Popular da China | 1995   | 2000     | Qin Huasun                                 | Representante permanente |             |
| República Popular da China | 2000   | 2003     | Wang Yingfan                               | Representante permanente | 2000-03-01  |
| República Popular da China | 2003   | 2008     | Wang Guangya                               | Representante permanente | 2003-08-07  |
| República Popular da China | 2008   | 2010     | Zhang Yesui                                | Representante permanente | 2008-09-26  |
| República Popular da China | 2010   | 2013     | Li Baodong                                 | Representante permanente | 2010-03-04  |
| República Popular da China | 2013   | 2018     | Liu Jieyi                                  | Representante permanente | 2013-09-03  |
| República Popular da China | 2018   | 2019     | Ma Zhaoxu                                  | Representante permanente |             |
| República Popular da China | 2019   | presente | Zhang Jun                                  | Representante permanente |             |